# Epizeuxis pryeri
Epizeuxis pryeri är en fjärilsart som beskrevs av Butler 1879. Epizeuxis pryeri ingår i släktet Epizeuxis och familjen nattflyn. Inga underarter finns listade i Catalogue of Life.